# Scarlett (minissérie)
Scarlett é uma minissérie televisiva de 1994 baseada no livro homônimo escrito por Alexandra Ripley, sendo a sequência do filme Gone with the Wind. Foi produzida pela CBS e estrelada por Joanne Whalley como Scarlett O'Hara, Timothy Dalton como Rhett Butler e Sean Bean como Lorde Richard Fenton, bem como muitos outros notáveis atores britânicos e norte-americanos.
A produção da série levou cerca de seis meses, usando cinquenta e três locações, incluindo cenas rodadas na Inglaterra, na Irlanda e na Carolina do Sul. Scarlett foi agraciada com dois prêmios Emmy, sendo um deles na categoria de melhor direção. Na época de seu lançamento, obteve críticas mistas; Whalley e Dalton foram considerados covincentes em seus papéis, porém o roteiro era, segundo alguns, de má qualidade.

## Premissa
A série começa exatamente aonde o filme Gone with the Wind terminou. É o dia do funeral de Melanie e Scarlett jura a si mesma que vai reconquistar Rhett, que, actualmente, passa a maior parte do seu tempo com Belle Watling. Scarlett regressa à sua propriedade, Tara, que é agora ocupada pela sua irmã Sue Ellen, que vive com muitas dificuldades.
Depois, decide ir a Charleston falar com a mãe e amigos de Rhett. No entanto, Scarlett é incapaz de resistir a Ashley, sua antiga paixão, que está agora viúvo. Com medo de um novo escândalo na sua vida, Scarlett refugia-se na propriedade de sua mãe em Savannah, junto do seu avô Robelard, enquanto Rhett corteja uma nova namorada. Scarlett também procura reatar o contacto com os seus parentes e com o seu primo, Colum, que é padre. Parte, então, para a Irlanda, onde vai conhecer o atraente Conde de Fenton, dono da propriedade Ballyhara, a casa ancestral dos O'Hara. Scarlett compra-lhe a propriedade e torna-se assim, a chefe da família O'Hara. Mas novas infelicidades a esperam e ela vai ter que recorrer ao apoio e ao amor de Rhett para escapar à cadeia.

## Elenco
- Joanne Whalley como Scarlett O'Hara
- Timothy Dalton como Rhett Butler
- Stephen Collins como Ashley Wilkes
- Sean Bean como Lord Fenton
- Esther Rolle como Mammy
- Colm Meaney como Colum O'Hara
- John Gielgud como Pierre Robillard
- Annabeth Gish como Anne Hampton-Butler
- Julie Harris como Eleanor Butler (mãe de Rhett Butler)
- Jean Smart como Sally Brewton
- Ray McKinnon como Will Benteen (marido de Suellen, irmã de Scarlett)
- Ann Margret como Belle Watling
- Barbara Barrie como Pauline Robillard
- Paul Winfield como Big Sam